# Stéphane Azambre
Stéphane Azambre (* 30. Juni 1969 in Grenoble) ist ein früherer französischer Skilangläufer und Biathlet.
Stéphan Azambre nahm erstmals im Dezember 1991 an Wettbewerben des Skilanglauf-Weltcups teil. Sein erstes Rennen war ein Klassik-Rennen über 10 Kilometer in Silver Star, in dem er 59. wurde. Schon einen Monat später gewann er nicht nur seine ersten Weltcuppunkte, sondern lief in Cogne als Siebter über 15 Kilometer Freistil erstmals unter die besten Zehn. Es sollte das einzige Top-Ten-Ergebnis des Franzosen im Weltcup bleiben. Bei den Olympischen Winterspielen 1992 in Albertville wurde Azambre in vier Rennen eingesetzt. Im 10-Kilometer-Rennen erreichte er Platz 43, über 50 Kilometer wurde er 50., 38. der Verfolgung und Achter im Staffelwettbewerb. Nächstes Großereignis wurde die Nordische Skiweltmeisterschaft 1993 in Falun. Das beste Ergebnis in vier Rennen war Platz 21 in der Verfolgung. 1994 startete er in Lillehammer zum zweiten Mal bei Olympischen Spielen. Über zehn Kilometer wurde der Franzose 54., das Verfolgungsrennen beendete er nicht und mit der Staffel erreichte Azambre Platz zehn. Letztes Großereignis wurde die Nordische Skiweltmeisterschaft 1995 in Thunder Bay, wo Platz 21 über 50 Kilometer Freistil das beste Ergebnis wurde. Nach der Saison 1995/96 wechselte Azambre nach mehr als 20 Weltcupteilnahmen und einem Sieg in einem FIS-Rennen 1995 in Brusson zum Biathlon.
Azambre nahm beim Biathlon zunächst am Europacup teil und konnte recht schnell Erfolge erreichen. In der Gesamtwertung der Saison 1997/98 belegte der Franzose den sechsten Platz. Er gab 1998 in Hochfilzen sein Debüt im Biathlon-Weltcup und erreichte im Einzel den 61. Platz. 1998/99 hatte er sein erfolgreichstes Jahr. Schon im ersten Saisonrennen, einem Einzel in Hochfilzen erreichte er mit Platz vier seine ersten Punkte und sein erstes Ergebnis unter den besten Zehn. Zwei weitere Top-Ten-Platzierungen folgten, auch wenn der vierte Rang das beste Ergebnis seiner Karriere blieb. In der Gesamtwertung belegte er Platz 30. Bei den Biathlon-Weltmeisterschaften 1999 in Kontiolahti wurde er 29. im Sprint, 43. in der Verfolgung und 12. mit der Staffel. Beim Einzel, das aus Witterungsgründen an den Holmenkollen nach Oslo verlegt worden war, erreichte er Platz 49. In der folgenden Saison konnte Azambre an seine Erfolge des Vorjahres nicht mehr anknüpfen und gewann in keinem der Rennen Punkte. Auch bei den Biathlon-Weltmeisterschaften 2000 wurde er nur noch im Sprint eingesetzt, wo er sich als 66. nicht für die Verfolgung qualifizieren konnte. Nach der Saison beendete er seine Karriere.

## Biathlon-Weltcup-Platzierungen
Die Tabelle zeigt alle Platzierungen (je nach Austragungsjahr einschließlich Olympische Spiele und Weltmeisterschaften).
- 1.–3. Platz: Anzahl der Podiumsplatzierungen
- Top 10: Anzahl der Platzierungen unter den ersten zehn (einschließlich Podium)
- Punkteränge: Anzahl der Platzierungen innerhalb der Punkteränge (einschließlich Podium und Top 10)
- Starts: Anzahl gelaufener Rennen in der jeweiligen Disziplin

| Platzierung | Einzel | Sprint | Verfolgung | Massenstart | Staffel | Gesamt |
| ----------- | ------ | ------ | ---------- | ----------- | ------- | ------ |
| 1. Platz    |        |        |            |             |         |        |
| 2. Platz    |        |        |            |             |         |        |
| 3. Platz    |        |        |            |             |         |        |
| Top 10      | 1      | 1      | 1          |             | 7       | 10     |
| Punkteränge | 1      | 4      | 3          | 1           | 8       | 17     |
| Starts      | 4      | 13     | 8          | 1           | 8       | 34     |